# Жижикін Ігор Віталійович
Ігор Віталійович Жижикін (рос. И́горь Витальевич Жижикин; нар. 8 жовтня 1965, Москва) — радянський, американський, російський циркач і актор. Відомий за маленькими ролями у великих фільмах, в яких часто зображує негативного персонажа з СРСР або Росії. Також працює в індустрії комп'ютерних ігор.

## Біографія
Народився 8 жовтня 1965 в СРСР. В армії займався цирком, потім вступив у артистичне училище. 2000 року, з труднощами, активізувався й акліматизувався у Сполучених Штатах. Відтоді живе на дві країни.
Зараз володіє компанією, яка допомагає розпочати шлях молодим акторам.

## Особисте життя
Довго був бездітним. У 2019 році його дружина народила сина.